# Maestro delle Cinque Terre
Maestro delle Cinque Terre (1480 ? – 1510 ?) è stato un pittore italiano.
Di questo artista ligure non si conoscono né il nome né tantomeno i dati anagrafici. 

D’altro canto la sua personalità, che ne impronta i lavori tuttora distribuiti tra Riomaggiore e Manarola, ha portato gli storici dell'arte a menzionarlo con il nome di Maestro delle Cinque Terre.

Uno dei suoi dipinti, originariamente nell’Oratorio di San Rocco a Riomaggiore, è datato 1507 e quindi porta a collocare temporalmente l'attività di questo artista tra gli ultimi decenni del XV e i primi decenni del XVI secolo. 
L’analisi stilistica di questo e degli altri suoi lavori rivela una personalità artistica delicata anche se ferma sui modi ed i gusti del Quattrocento.

## Opere
- Madonna con il Bambino, San Lorenzo, Santa Caterina e altri due Santi [3]
- San Lorenzo tra i Santi Antonio abate e Bernardo da Chiaravalle [4]
- La Vergine con il Bambino tra i santi Rocco e Sebastiano [5], 1507
- Angelo nunziante [6]
- Madonna con il Bambino e santi [7]
- I santi Francesco d'Assisi e Pietro Martire [8]

## Galleria d'immagini

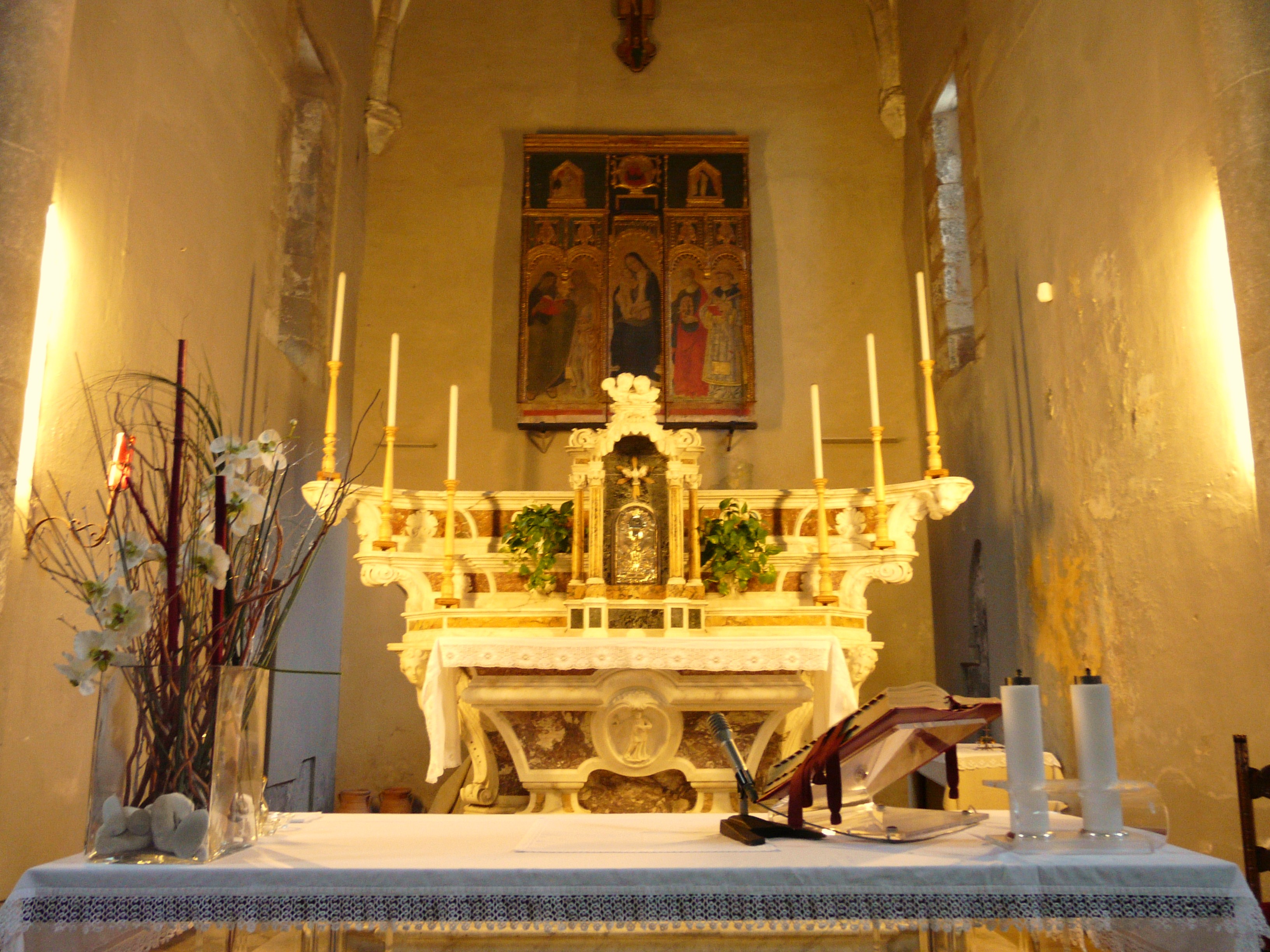
Madonna con il Bambino e quattro Santi (S.Lorenzo, Manarola)
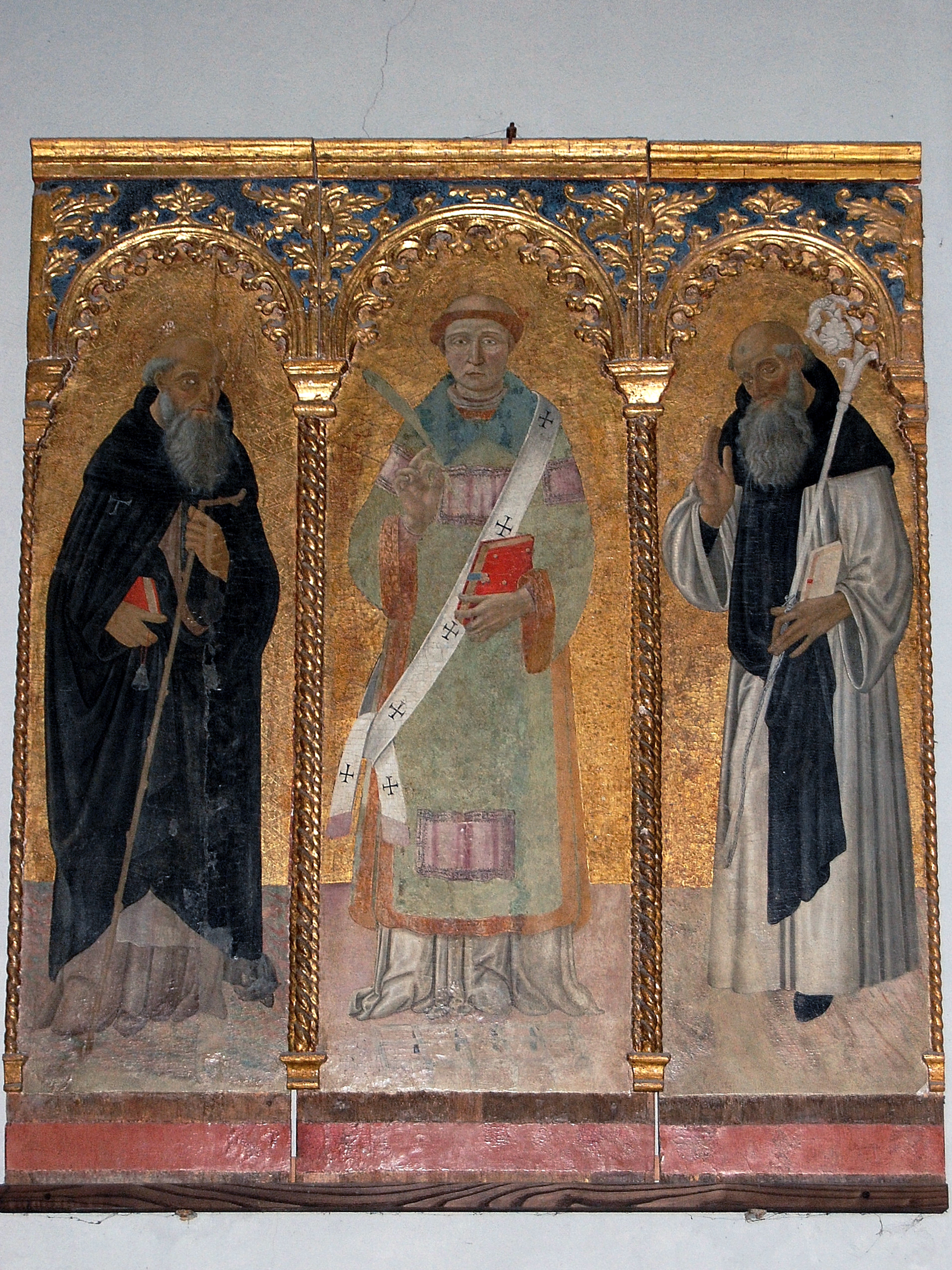
S.Lorenzo tra S.Antonio abate e S.Bernardo (S.lorenzo, Manarola)
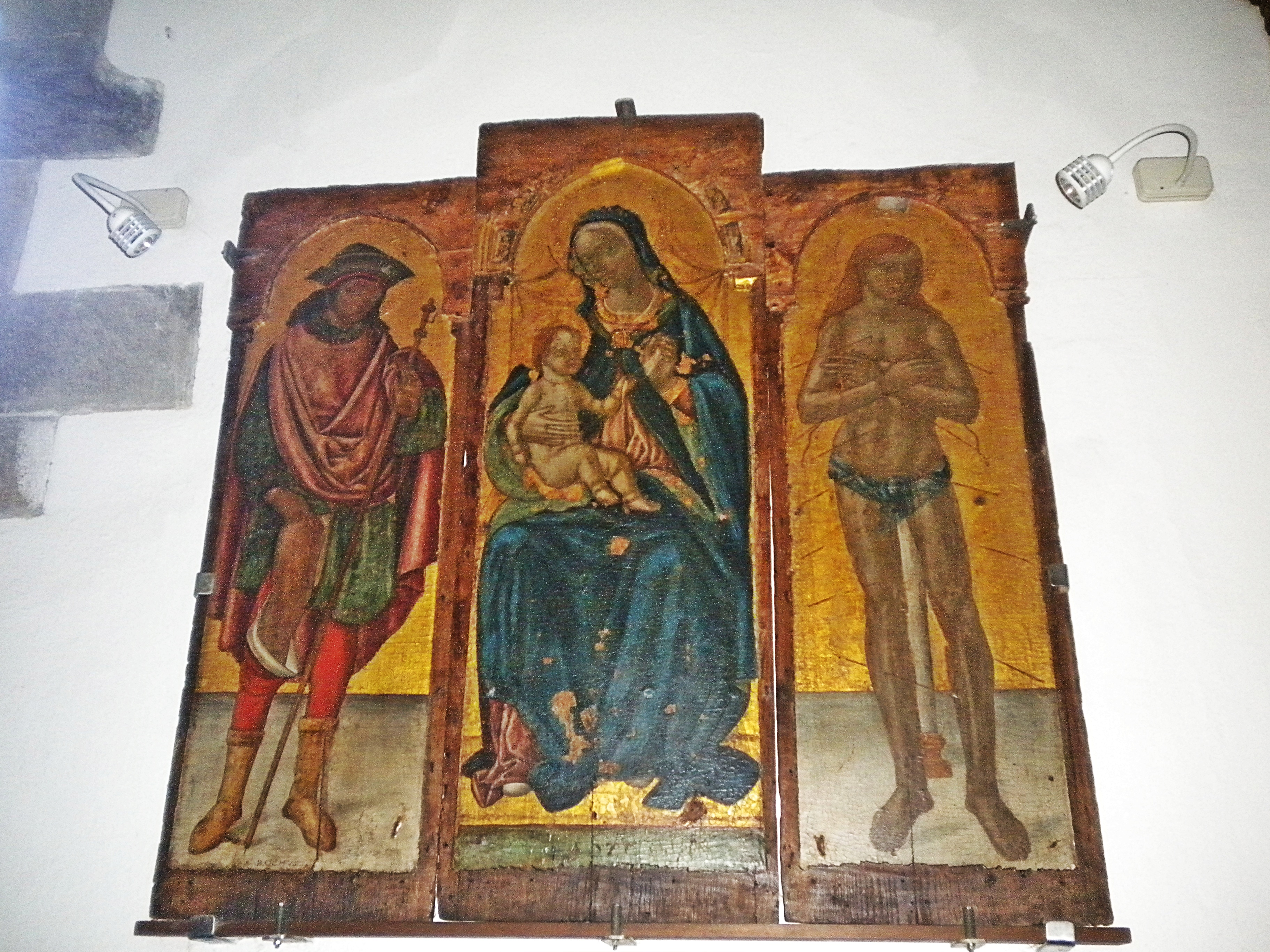
La Vergine con il Bambino, S.Rocco e S.Sebastiano (S.Giovanni Battista, Riomaggiore)